# Jacqueline du Bief
Jacqueline du Bief (Parigi, 4 dicembre 1930) è un'ex pattinatrice artistica su ghiaccio francese, campionessa mondiale nel singolo donne nel 1952.

## Biografia
Jacqueline du Bief iniziò a pattinare a dieci anni, sotto la guida di Jacqueline Vaudecrane, che sarebbe stata la sua allenatrice per tutta la sua carriera agonistica. Nel 1947 vinse per la prima volta il campionato nazionale francese, titolo che avrebbe vinto per sei volte consecutive fino al 1952, anno del suo ritiro dalle competizioni.
Nel 1948, appena diciassettenne, fece il suo debutto in una competizione internazionale alle Olimpiadi di St. Moritz, dove concluse al sedicesimo posto su venticinque concorrenti. Assieme alla sua allenatrice stabilì un piano di lavoro per il quadriennio successivo, con l'obiettivo di arrivare sul podio all'edizione successiva dei Giochi Olimpici.
Nei quattro anni successivi migliorò progressivamente i suoi piazzamenti nelle competizioni internazionali. Nel 1949 fu settima ai campionati europei e nona ai campionati mondiali. Nel 1950 conquistò la prima medaglia, un bronzo, agli europei mentre ai mondiali si classificò sesta. Nel 1951 raggiunse il secondo posto in tutte e due le rassegne, vinte entrambe dalla britannica Jeannette Altwegg. La Altwegg continuò a dominare le competizioni anche l'anno dopo, vincendo gli europei e le Olimpiadi di Oslo; la du Bief fu seconda agli europei, e terza alle Olimpiadi, con l'inserimento della statunitense Tenley Albright al secondo posto tra le due pattinatrici europee.
La medaglia d'oro per Jacqueline du Bief arrivò poche settimane dopo, ai campionati mondiali di Parigi, davanti al pubblico di casa. Senza la concorrenza della Altwegg, che aveva abbandonato l'agonismo subito dopo le Olimpiadi, e della Albright, che era presente a Parigi ma si ritirò nel corso della competizione, la pattinatrice francese diventò campionessa mondiale davanti alle statunitensi Sonya Klopfer e Virginia Baxter, la quarta e la quinta classificata delle Olimpiadi.
Dopo il successo iridato Jacqueline du Bief lasciò l'agonismo e la Francia. Si trasferì negli Stati Uniti, dove pattinò  a livello professionistico per una decina d'anni in famose riviste sul ghiaccio quali Hollywood Ice Review, Ice Capades e Holiday on Ice.

## Palmarès

### Individuale
| Internazionali            | Internazionali | Internazionali | Internazionali | Internazionali | Internazionali | Internazionali |
| Evento                    | 1947           | 1948           | 1949           | 1950           | 1951           | 1952           |
| ------------------------- | -------------- | -------------- | -------------- | -------------- | -------------- | -------------- |
| Giochi olimpici invernali |                | 16°            |                |                |                | 3°             |
| Campionati mondiali       |                | 18°            | 9°             | 6°             | 2°             | 1°             |
| Campionati europei        |                |                | 7°             | 3°             | 2°             | 2°             |
| Nazionali                 |                |                |                |                |                |                |
| Campionati francesi       | 1°             | 1°             | 1°             | 1°             | 1°             | 1°             |

### Coppie
(con Tony Font)
| Nazionali           | Nazionali | Nazionali |
| Evento              | 1950      | 1951      |
| ------------------- | --------- | --------- |
| Campionati francesi | 1°        | 1°        |